# Krimulda (novads)
Krimulda est un ancien novads de Lettonie, situé dans la région de Vidzeme. Créé en 2009, il est supprimé en 2021 et fusionné dans la municipalité de Sigulda. 

## Histoire
La municipalité de Krimulda (en letton Krimuldas novads) est créée en 2009, lors de la 1re réforme administrative territoriale, à partir d'une partie du rajons de Riga. Elle se compose de deux pagasts, Krimulda et Ledurga. La municipalité compte 5 803 habitants en 2009 et 4 833 en 2021.
Après la réforme administrative et territoriale de 2021, elle est supprimée et intégrée à la nouvelle municipalité de Sigulda.